# 加納正雄
加納 正雄（かのう まさお、1949年10月 - 2024年1月3日）は、日本の教育学者、経済学者。滋賀大学教育学部教授。

## 略歴
1972年に滋賀大学経済学部を卒業。京都大学大学院経済学研究科修士課程、博士課程等を経て滋賀大学教育学部教授。滋賀大学大津地区生協理事長、滋賀県生活協同組合連合会会長等を歴任。2024年1月3日死去。叙正四位、瑞宝中綬章追贈。

## 著書

### 単著
- 『ケインズ貨幣経済論』（行路社、1992）

## 所属学会
- 日本経済学会
- 経済学教育学会
- 経済学史学会